# Armin Schäfer (Fußballspieler)
Armin Schäfer (* 10. Juni 1938) ist ein deutscher ehemaliger Fußballspieler. In den 1960er-Jahren spielte er für die Betriebssportgemeinschaft (BSG) Motor Zwickau in der DDR-Oberliga, der höchsten Liga im DDR-Fußball.

## Sportliche Laufbahn
Die ersten Oberligaeinsätze absolvierte Armin Schäfer in der Saison 1961/62. Wegen der Umstellung von der Kalenderjahr-Spielzeit auf den Sommer-Frühjahr-Spielrhythmus wurden in der Oberliga 39 Spiele ausgetragen. Am 4. Oberligaspieltag setzte ihn Trainer Karl Dittes anstelle des nominalen Mittelfeldspielers Helmut Gruner auf dessen Position ein. Es blieb für geraume Zeit Schäfers einziger Oberligaeinsatz über die volle Spieldauer. Im Laufe der Saison bestritt er nur noch vier weitere 90-Minuten-Oberligaspiele, in denen er im Angriff aufgeboten wurde. Bis zum Ende des zweiten Saisondrittels kam Schäfer auf insgesamt 15 Oberligaeinsätze, in denen er ein Tor erzielte. In der folgenden Spielzeit 1962/63 tauchte er erst wieder am 7. Spieltag auf, zunächst dreimal in Folge als Verteidiger. Es folgten ein Spiel als Mittelfeldspieler, danach eine Pause und anschließend in der zweiten Saisonhälfte in unregelmäßigen Abständen sieben weitere Oberligaeinsätze auf unterschiedlichen Positionen sowie ein weiterer Torerfolg. Am Pokalsieg der Zwickauer 1963 war Schäfer nicht beteiligt, da er in keinem Pokalspiel eingesetzt wurde.1963/64 hatte Arnim Schäfer seine erfolgreichste Oberligasaison. Zwar kam er erst am 7. Spieltag erstmals zum Einsatz, absolvierte danach aber alle 19 weiteren Punktspiele und schoss diesmal zwei Tore. Außerdem wirkte er in den beiden Spielen der BSG Motor im Europapokal der Pokalsieger (Fußball) gegen MTK Budapest (1:0, 0:2) mit. 
Mit Beginn der Saison 1964/65 wechselte Schäfer zum zweitklassigen DDR-Ligisten BSG Aktivist „Karl Marx“ Zwickau. Dort bestritt er drei Spielzeiten, war aber nur in der Saison 1965/66 mit 26 Einsätzen in 30 Ligaspielen Stammspieler. Dabei wurde er überwiegend im Mittelfeld aufgeboten. Insgesamt bestritt Schäfer in den 90 Ligaspielen der drei Spielzeiten 55 Partien und schoss dabei drei Tore. 
Nach 46 Oberligaspielen und vier Toren für Motor Zwickau sowie 55 DDR-Ligaspielen und drei Toren beendete Armin Schäfer 29-jährig seine Karriere im höherklassigen Fußball. Als Freizeitkicker war er danach bei der drittklassigen Bezirksligamannschaft Aktivist „Martin Hoop“ in Mülsen aktiv.